# Płyta oceaniczna
Płyta oceaniczna – płyta tektoniczna (płyta litosfery) niezawierająca większych fragmentów skorupy typu kontynentalnego (np. płyta Nazca, płyta pacyficzna).
Powstaje w strefie spreadingu znajdującej się strefie grzbietu śródoceanicznego.
Typowe płyty oceaniczne są to struktury "samodzielne" (płyta pacyficzna). Skorupa oceaniczna zawsze lub prawie zawsze "obrasta" płyty kontynentalne (Afryka).